# Antoni Piller
Antoni Piller – drukarz i twórca drukarni we Lwowie po I rozbiorze Polski.

## Życie
Do Lwowa przybył w 1772 z Wiednia. Firma drukarska rozpoczęła działalność od września 1773. Zastosowanie nowoczesnych maszyn spowodowało w kolejnych latach upadek drukarni jezuickiej, franciszkańskiej i św. Trójcy. Wykupił także drukarnię w Podhorcach. Był drukarzem uniwersyteckim i typografem gubernialnym. Od 1776 drukował tygodnik „Gazette de Leopol”.